# Thomas Isham (3e baronnet)
Pour les articles homonymes, voir Isham.
Thomas Isham, 3e baronnet de Lamport (15 mars 1656/57 - 26 juillet 1681), est connu pour son journal intime qu'il écrit de 1671 à 1673 avec ses observations de membre adolescent de l'aristocratie anglaise.

## Biographie
Thomas Isham II, est le fils aîné et le deuxième enfant de Justinian Isham (2e baronnet) et de son épouse Vere Leigh. Il est né le 15 mars 1656/57 dans le Northamptonshire. À la mort de son père le 2 mars 1675, il lui succède à l'âge de 19 ans comme baronnet de Lamport dans le Northamptonshire. Il s'inscrit à Christ Church, Oxford en juin, trois mois après être devenu baronnet, mais il aurait seulement été en mesure de passer quelques mois au plus dans ses études, il se lance en octobre de l'année suivante dans un Grand Tour avec son cousin et tuteur le révérend Zachée Isham. Bien qu'il ne soit pas rare que la jeune noblesse anglaise de l'époque visite le continent pendant plusieurs mois dans le cadre de son éducation, Thomas et Zachée restent deux ans et demi, une grande partie de leur temps en Italie à collectionner des œuvres d'art,.
De retour à Lamport, Thomas cherche à épouser Mary van de Bempde, fille d'un marchand néerlandais, mais il meurt de la variole à Londres le 26 juillet 1681 avant que son mariage ne puisse avoir lieu,. Le 9 août, il est enterré à Lamport, quelques jours plus tard, et son frère cadet, Justinian Isham (4e baronnet), lui succède comme baronnet.

## Journal intime
On se souvient surtout de Thomas pour un journal qu'il écrit en latin de 1671 à 1673 à la demande de son père. Il est composé en grande partie d'entrées d'une phrase, avec parfois de plus longues anecdotes d'événements dignes d'intérêt de l'actualité locale, telles que relayées au garçon par les visiteurs. Son journal est remarquable en ce qu'il donne un aperçu de la vie quotidienne d'un membre adolescent de la gentry anglaise, telle qu'elle se déroule dans un domaine rural. Son journal est largement disponible en 1875 lors de sa première publication, mais l'édition la plus facilement disponible est une publication de 1971 d'une traduction de Norman Marlow avec les annotations du 12e baronnet, Sir Gyles Isham .
Un portrait de Thomas Isham peint vers 1675 par Peter Lely, datant de l'époque où Thomas est devenu baronnet, est à Lamport Hall.